# Knebworth 22
Knebworth 22 es el tercer álbum en vivo del cantautor inglés Liam Gallagher. Fue publicado el 11 de agosto de 2023 por Warner Records. El álbum fue grabado durante los conciertos de Gallagher en el Festival de Knebworth los días 3 y 4 de junio de 2022, a los que asistieron 170.000 personas. Nueve de las pistas son originalmente de Oasis. Una película del mismo nombre dirigida por Toby L se estrenó en los cines en noviembre de 2022 y en Paramount+ en diciembre de 2022. Se lanzó un video de «Roll It Over» junto con el anuncio del álbum.

## Lista de canciones
Todas las canciones escritas y compuestas por Noel Gallagher, excepto donde esta anotado. 
| Lado uno |                                                                                                |          |  |
| N.º      | Título                                                                                         | Duración |  |
| 1.       | «Hello» (N. Gallagher, Gary Glitter, Mike Leander)                                             | 3:32     |  |
| 2.       | «Rock 'n' Roll Star»                                                                           | 4:48     |  |
| 3.       | «Wall of Glass» (Liam Gallagher, Greg Kurstin, Andrew Wyatt, Andrew Sidney Fox, Michael Tighe) | 3:41     |  |
| 4.       | «Shockwave» (L. Gallagher, Kurstin, Wyatt)                                                     | 3:36     |  |
| 5.       | «Everything's Electric» (L. Gallagher, Kurstin, Dave Grohl, Friedrich Kunath)                  | 3:45     |  |

| Lado dos |                                    |          |  |
| N.º      | Título                             | Duración |  |
| 1.       | «Roll It Over»                     | 6:08     |  |
| 2.       | «Slide Away»                       | 6:01     |  |
| 3.       | «More Power» (L. Gallagher, Wyatt) | 4:56     |  |
| 4.       | «C'mon You Know» (L. Gallagher)    | 5:08     |  |

| Lado tres |                                   |          |  |
| N.º       | Título                            | Duración |  |
| 1.        | «The River» (L. Gallagher, Wyatt) | 3:23     |  |
| 2.        | «Once» (L. Gallagher, Wyatt)      | 3:56     |  |
| 3.        | «Cigarettes & Alcohol»            | 4:01     |  |
| 4.        | «Some Might Say»                  | 5:10     |  |

| Lado cuatro |                       |          |  |
| N.º         | Título                | Duración |  |
| 1.          | «Supersonic»          | 5:01     |  |
| 2.          | «Wonderwall»          | 4:40     |  |
| 3.          | «Champagne Supernova» | 8:28     |  |